# 伊勢寺村
伊勢寺村（いせでらむら）は三重県飯南郡にあった村。現在の松阪市中心部の西方、伊勢自動車道・松阪インターチェンジの南側一帯にあたる。

## 地理
- 山岳：鉢ヶ峰、観音岳、堀坂山
- 河川：岩内川、堀坂川

## 歴史
- 1889年（明治22年）4月1日 - 町村制の施行により、飯高郡深長村・野村・岩内村・八重田村・殿村および伊勢寺村の大部分の区域をもって伊勢寺村が発足。
- 1896年（明治29年）4月1日 - 所属郡が飯南郡に変更。
- 1951年（昭和26年）12月1日 - 松阪市に編入。同日伊勢寺村廃止。

## 交通

### 道路
現在は旧村域に伊勢自動車道の松阪インターチェンジが所在するが、当時は未開通。

## 名所・旧跡・観光スポット・祭事・催事
- 岩内瑞巌寺

## 出身者
- 小林銀蔵 - 料理人、牛銀本店創業者[2]